# Mette Koefoed Bjørnsen
Mette Margrethe Koefoed Bjørnsen (født Koefoed 6. december 1920 på Frederiksberg, død 29. marts 2008 i København) var en dansk økonom, der blandt andet var formand for Forligsinstitutionen.
Mette Kofoed Bjørnsen blev student fra Lyngby Statsskole i 1940 og cand.polit. fra Københavns Universitet i 1947. Hun kom derefter til Danmarks Statistik og fra 1959 undervisningsinspektør ved Handelsministeriets tilsyn med handelsskolerne. I 1964 blev hun lektor ved Den Sociale Højskole i København og i 1971 lektor ved Danmarks Lærerhøjskole.
Hun var ansat i 'Forligsinstitutionen' fra 1979 til 1992, først som stedfortrædende forligsmand og fra 1982 som forligsmand. I 1988 blev hun formand for Forligsinstitutionen som den første kvinde; hun yndede ikke titlen forkvinde. Hun skrev undervisningsmateriale om EU, økonomi og samfundsforhold i øvrigt, ligesom hun fra 1970 til 2000 var medredaktør af Statistisk Tiårsoversigt.
Hendes store force var pædagogisk formidling: hun gjorde økonomisk-politiske spørgsmål tilgængelige for den brede befolkning. Som forligsmand høstede hun anerkendelse for at bilægge en række stridigheder på det offentlige arbejdsmarked.
Fra 1991 til 1998 var hun formand for Dansk Forfatterforening og havde talrige bestyrelsesposter og tillidshverv som formand for bestyrelsen i ATP fra 1982 til 1993, formand for Topdanmark Fonden 1985-1990, medlem af bestyrelsen i Arbejdernes Landsbank 1975-1986 og i 1982-1986 som kommunalbestyrelsesmedlem i Gentofte Kommune valgt for Gentoftelisten. Det blev dog en parentes i historien; hendes tålmodighed rakte ikke til det. Det betød imidlertid ikke, at hun droppede sit politiske engagement. Op til folkeafstemningen om Amsterdam-traktaten i 1998 var hun medstifter af nej-organisationen Nationernes Europa.
Mette Kofoed Bjørnsen var arving til komponisten Carl Nielsen. Hun var gift to gange, først med
Palle Mogens Flemming Holstein (1914 – 1988), som hun blev skilt fra i 1953. Samme år indgik hun ægteskab med oberstløjtnant Bjørn Bjørnsen (1914 – 1993). Hun fik tre sønner, Flemming Michael (f. 1951), Steen Bjørn (f. 1954) og Peter (f. 1957).
Hun blev Ridder af Dannebrog i 1986 og ridder af 1. grad i 1993.